# Gymnobisium inukshuk
Espèce
Gymnobisium inukshuk est une espèce de pseudoscorpions de la famille des Gymnobisiidae.

## Distribution
Cette espèce est endémique du Cap-Occidental en Afrique du Sud. Elle se rencontre dans la grotte Inukshuk Cave dans la montagne de la Table.

## Description
Cee pseudoscorpion est anophtalme.

## Étymologie
Son nom d'espèce lui a été donné en référence au lieu de sa découverte, la grotte Inukshuk Cave.

## Publication originale
- Harvey, Huey, Hillyer, McIntyre & Giribet, 2016 : The first troglobitic species of Gymnobisiidae (Pseudoscorpiones : Neobisioidea), from Table Mountain (Western Cape Province, South Africa) and its phylogenetic position. Invertebrate Systematics, vol. 30, no 1, p. 75-85.